# Glendora (Missisipi)
Glendora – wieś w Stanach Zjednoczonych, w stanie Missisipi, w hrabstwie Tallahatchie.